# باب فاستر
باب فاستر (انگلیسی: Bob Foster؛ ۱۵ دسامبر ۱۹۳۸ – ۲۱ نوامبر ۲۰۱۵) یک بوکسور اهل ایالات متحده آمریکا بود. وی در دسته سنگین وزن یکی از رقبای محمدعلی کلی و جو فریزیر بود که در رقابت با هر دو آنها شکست خورد.